# FARA 83
O FARA 83 (em castelhano:  Fusíl Automático República Argentina) ou FAA 81, "Fuzil Automático Argentino" (em castelhano:  Fusil Automático Argentino) foi um fuzil projetado e desenvolvido localmente para o Exército Argentino na década de 1980. Ele é um dos primeiros fuzis de assalto autóctones projetados no continente sul-americano.

## Desenvolvimento
O projeto do FAA teve início no início dos anos 1980, quando o governo ainda era controlado pelo Processo de Reorganização Nacional. A DGFM (Direção Geral de Compras Militares do Governo ou Dirección General de Fabricaciones Militares) ordenou que fosse projetada uma substituição para o FMAP FAL, um fuzil FN FAL construído sob licença na Argentina. O protótipo foi concluído em 1981, mas a produção não começou até 1984 e continuou até 1990.
No final da década de 1980, sob a gestão de Carlos Menem como presidente, o país passava por dificuldades econômicas. A crise econômica limitou severamente a produção de armas modernas. Esse fator obrigou o presidente Menem a cancelar vários projetos, incluindo o Condor I e o Condor II, o FARA 83 e o SAIA 90. Ele também foi forçado a fechar fábricas de armamento, incluindo a TAMSE (Tanque Argentino Mediano Sociedad del Estado), que era responsável pelos tanques TAM e o Estaleiro Domecq Garcia (o único estaleiro relacionado a submarinos). A produção do fuzil parou depois que 1.193 fuzis foram concluídos; no entanto, foi retomada em 1990; não se sabe quantos fuzis foram feitos, mas em sua maioria as Forças Armadas argentinas ainda estão armadas com o fuzil FAL, enquanto o FARA 83 é uma arma secundária.

## Características principais
O FARA-83 foi inspirado principalmente no fuzil Beretta AR70 (modelo de 1982). As características incluem uma coronha dobrável e miras de trítio para mirar em condições de pouca luz; o fuzil usa um carregador Beretta AR70 proprietária de 30 tiros (primeira edição) e tem um grupo de gatilho que permite disparos semi-automáticos e automáticos.

## Na cultura popular
- O FARA 83 é apresentado no vídeo game de 2020, Call of Duty: Black Ops Cold War após a atualização da 2ª temporada para o jogo.[2]
- O FARA 83 também está presente no livro de ficção científica Selva Brasil (2010), de Roberto de Sousa Causo, sendo empunhado pelo soldado na capa e por Cides, o amigo do protagonista, na guerra da Guiana Francesa.[3]